# 오스카 피아스트리
오스카 잭 피아스트리(Oscar Jack Piastri, 2001년 4월 6일 ~ )는 오스트레일리아의 자동차 경주 선수이다. 현재 포뮬러 원에서 맥라렌 소속으로 경쟁하고 있다. 2019년 포뮬러 르노 유로컵 우승, 프레마 레이싱 소속으로 2020년 FIA 포뮬러 3 챔피언십, 2021년 포뮬러 2 챔피언십을 우승했다. 루키 시즌에 포뮬러 2를 우승한 여섯번째 선수이자, GP3/포뮬러 3와 GP2/포뮬러 2 우승을 연달아 달성한 다섯번째 선수이다.
알핀과의 계약 분쟁 이후 맥라렌과 계약하며 2023 시즌 포뮬러 원에 데뷔하였다. 루키 시즌 중인 2023년 일본 그랑프리에서 첫 커리어 포디엄을 달성했으며, 이듬해 2024년 헝가리 그랑프리에서 첫 우승을 달성하며 포뮬러 원에서 우승한 다섯번째 오스트레일리아인이자 115번째 포뮬러 원 우승자가 되었다.